# 特倫德冰原島峰
78°49′S 27°25′W / 78.817°S 27.417°W
特倫德冰原島峰（英語：Tailend Nunatak），是南極洲的冰原島峰，位於科茨地，處於塞隆山脈北端，海拔高度535米，在1957年由英聯邦探險隊繪入地圖，現時由南極條約體系管理。